# Ingelheim am Rhein
Ingelheim am Rhein è una città di 24 050 abitanti della Renania-Palatinato, in Germania. È capoluogo del circondario (Landkreis) di Magonza-Bingen (targa MZ).
Ingelheim si fregia del titolo di "Grande città di circondario" (Große kreisangehörige Stadt). Dal 2019 incorpora i comuni della comunità amministrativa di Heidesheim am Rhein.

## Storia
L'area di Ingelheim era già colonizzata in epoca preistorica. Il luogo si guadagnò una particolare importanza, però, solo sotto Carlo Magno e i suoi successori. Carlo Magno fece costruire qui il Palazzo Imperiale di Ingelheim, dove nel periodo successivo si tennero sinodi e diete imperiali. Suo figlio e successore, l'imperatore Ludovico il Pio, morì il 20 giugno 840 a Ingelheim.
Secondo una versione del racconto, come esposto nella pellicola La papessa), sarebbe la città natale della papessa Giovanna, essendovi nata nell'814.
Nell'Alto e nel Tardo Medioevo l'importanza del Palatinato, e quindi anche di Ingelheim, diminuì.
Per la storia della giustizia tedesca, l'Ingelheimer Oberhof ("Tribunale superiore di Ingelheim") è di particolare importanza, in quanto si è conservata una raccolta unica di sentenze del XV e XVI secolo da esso emanate.
Alla fine del XIX secolo Ingelheim era la residenza dello scrittore olandese Multatuli (Eduard Douwes Dekker).
Dopo il 1946, Ingelheim entra a far parte del nuovo stato della Renania-Palatinato. La città apparteneva al distretto di Bingen fino al 1969. Il 15 gennaio 1947 i partiti democraticamente eletti votarono a favore del proseguimento della fusione delle città precedentemente indipendenti per formare la città di Ingelheim sul Reno.
Nel 1996 la sede dell'amministrazione distrettuale è stata spostata da Mainz a Ingelheim. La successiva fase di sviluppo del centro città di Ingelheim è iniziata con la ricostruzione dell'area della stazione nel 2003. Il suo progetto principale, il centro commerciale Neue Mitte, è stato inaugurato nel novembre 2011. La demolizione del centro commerciale Marktzentrum sul Neuer Markt è iniziata nel 2014. Su questo sito sono stati costruiti il salone della cultura e degli eventi kING (vedi strutture culturali) e il nuovo centro di formazione Ingelheim.

## Economia
Ingelheim è sede di un'importante industria farmaceutica (Boehringer Ingelheim) e nota per la produzione di vino di Rheinhessen. Per questa ragione tiene il soprannome "Rotweinstadt" («città del vino rosso»). In autunno ricorre la Rotweinfest «Festa del vino rosso» con l'elezione della Rotweinkönigin «regina dei vini».

## Cultura

### Monumenti e edifici storici
Ci sono diversi edifici ecclesiastici storici nella zona della città, tra cui:
- Schlosskirche, la chiesa del castello, che è una delle chiese fortificate meglio conservate della Germania sud-occidentale. Ha sostituito una chiesa romanica precedente. La chiesa si trova all'interno di una doppia cinta muraria del XIII secolo. Fu ampliata e ricostruita nel XV secolo e completata solo con l'ampliamento della navata occidentale nel 1468. Dopo la Riforma fu assegnato ai protestanti. Dal 2003 ha avuto di nuovo la sua colorazione originale del XV secolo.
- La chiesa di San Remigio. La navata barocca, che ha sostituito il suo predecessore in rovina, risale al XVIII secolo, mentre la torre romanica risale al XII secolo. Originariamente, la chiesa era dedicata a San Kilian. Una volta era fuori dai centri abitati.
- Saalkirche; la chiesa ad aula, costruita nel 997 come cappella di San Pietro nel palazzo imperiale, è la parte meglio conservata dell'ex palazzo. Ha ricevuto la sua forma attuale nel XII secolo sotto il Barbarossa. Dopo il declino del palazzo imperiale, fu conservato come gli altri edifici del palazzo. Nella Riforma il monastero fu abolito e abbandonato alla decadenza. Dopo la Rivoluzione francese fu assegnato ai protestanti. Una relazione del 1638 afferma che la chiesa era crollata, tranne che per il coro e le pareti del transetto. La navata centrale fu demolita nel corso dei secoli per la costruzione della casa. Solo all'inizio del XIX secolo iniziarono i lavori di restauro e la ricostruzione della navata centrale fu completata solo nel 1965.
- Il palazzo imperiale di Ingelheim risale all'VIII secolo e servì imperatori e re fino all'XI secolo come residenza e luogo di governo. Il complesso del palazzo si trova nell'odierna Nieder-Ingelheim. Dell'antico palazzo imperiale sono rimasti solo i resti. La maggior parte del complesso si trova nel sottosuolo come fondazione.

## Amministrazione

### Gemellaggi
- Autun, dal 1963
- Stevenage, dal 1963
- San Pietro in Cariano, dal 1984
- Friedrichshain-Kreuzberg, dal 1971
- Limbach-Oberfrohna, dal 1990
- Nysa, dal 2002
- Afula